# Comibaena tancrei
Comibaena tancrei is een vlinder uit de familie spanners (Geometridae). De wetenschappelijke naam van deze soort is voor het eerst geldig gepubliceerd in 1890 door Graeser.
De soort komt voor in tropisch Afrika.